# Don Smith (hockey sur glace, 1887)
Pour les articles homonymes, voir Don Smith et Smith.
Donald John Smith (né le 4 juin 1887 à Cornwall, dans la province de l'Ontario, au Canada – mort le 13 mai 1959) est un joueur professionnel canadien de hockey sur glace qui évoluait au poste d'ailier gauche,,,.

## Biographie
Au cours de la saison 1912-1913, il rejoint les Canadiens de Montréal. Avec 19 buts, il est le troisième buteur de son équipe derrière Édouard Lalonde et Didier Pitre.

## Statistiques
| Saison     | Équipe                                  | Ligue      |     | Saison régulière | Saison régulière | Saison régulière | Saison régulière | Saison régulière |   | Séries éliminatoires | Séries éliminatoires | Séries éliminatoires | Séries éliminatoires | Séries éliminatoires |
| Saison     | Équipe                                  | Ligue      | PJ  | B                | A                | Pts              | Pun              | PJ               | B | A                    | Pts                  | Pun                  |                      |                      |
| 1904-1905  | Club de hockey de Cornwall              | LFAH       | 7   | 4                | 0                | 4                | -                | -                | - | -                    | -                    | -                    |                      |                      |
| 1905-1906  | Club de hockey de Cornwall              | LFAH       | 5   | 2                | 0                | 2                | -                | -                | - | -                    | -                    | -                    |                      |                      |
| 1906-1907  | Club de hockey de Cornwall              | LFAH       | 9   | 16               | 0                | 16               | -                | -                | - | -                    | -                    | -                    |                      |                      |
| 1907-1908  | Cities de Portage la Prairie            | MPHL       | 14  | 19               | 0                | 19               | -                | -                | - | -                    | -                    | -                    |                      |                      |
| 1908-1909  | Professionnels de Saint Catharines      | OPHL       | 6   | 10               | 0                | 10               | 12               | -                | - | -                    | -                    | -                    |                      |                      |
| 1908-1909  | Club de hockey professionnel de Toronto | OPHL       | 8   | 11               | 0                | 11               | 15               | -                | - | -                    | -                    | -                    |                      |                      |
| 1909-1910  | Shamrocks de Montréal                   | AHAC       | 3   | 7                | 0                | 7                | 3                | -                | - | -                    | -                    | -                    |                      |                      |
| 1910       | Shamrocks de Montréal                   | ANH        | 12  | 14               | 0                | 14               | 58               | -                | - | -                    | -                    | -                    |                      |                      |
| 1910-1911  | Creamery Kings de Renfrew               | ANH        | 16  | 26               | 0                | 26               | 49               | -                | - | -                    | -                    | -                    |                      |                      |
| 1912       | Aristocrats de Victoria                 | PCHA       | 16  | 19               | 0                | 19               | 22               | -                | - | -                    | -                    | -                    |                      |                      |
| 1912-1913  | Canadiens de Montréal                   | ANH        | 20  | 19               | 0                | 19               | -                | -                | - | -                    | -                    | -                    |                      |                      |
| 1913-1914  | Canadiens de Montréal                   | ANH        | 20  | 18               | 10               | 28               | -                | 2                | 1 | 0                    | 1                    | -                    |                      |                      |
| 1914-1915  | Canadiens de Montréal                   | ANH        | 11  | 2                | 5                | 7                | 18               | -                | - | -                    | -                    | -                    |                      |                      |
| 1914-1915  | Wanderers de Montréal                   | ANH        | 8   | 4                | 3                | 7                | 21               | 2                | 1 | 0                    | 1                    | 12                   |                      |                      |
| 1915-1916  | Wanderers de Montréal                   | ANH        | 23  | 13               | 2                | 15               | 56               | -                | - | -                    | -                    | -                    |                      |                      |
| 1919-1920  | Canadiens de Montréal                   | ANH        | 12  | 1                | 0                | 1                | 6                | -                | - | -                    | -                    | -                    |                      |                      |
| Totaux ANH | Totaux ANH                              | Totaux ANH | 110 | 96               | 20               | 116              | 202              | 4                | 2 | 0                    | 2                    | 12                   |                      |                      |

## Biographie
- Pierre Bruneau et Léandre Normand, La Glorieuse Histoire des Canadiens, Montréal, Éditions de l'Homme, 2008, 823 p. (ISBN 2-7619-1860-6)